# 낙월면
낙월면(落月面)은 대한민국 전라남도 영광군의 면으로, 영광군의 섬 지역을 관할한다.

## 개요
낙월면은 영광군 군청 소재지로부터 서남쪽 40Km 위치한 52개 도서군이다. 풍부한 수산자원과 다양한 해양관광 자원을 보유하고 있지만, 다양한 수산물 증양식업 발달이 저조하며 어업이 영세하다.
따라서 낙월면은 수도권, 강원권 등과 같이 전방 고지대나 휴전선 접경 지역이 아닌 기타 지방에 속한 면 단위 행정 구역 중에서 인구가 가장 적은 594명의 주민만 거주한다. 1960년대에는 5,000여 명의 주민이 거주하였던 내력이 있었지만 이후에는 섬의 정주 환경 여건이 나빠져서 인구가 크게 감소된 것으로 드러나고 있다. 이에 따라 주민들이 영광군의 육지 등 타지로 전출되는 추세가 지속되었기 때문이다. 이곳의 성비는 무려 130:100으로 전국 최고 수준이다.

## 행정 구역
- 각거리
- 각이리
- 낙월리
- 대각이리
- 석만리
- 송이리
- 오도리
- 안마리
- 임병리
- 죽도리
- 횡도리